# Stanisław Drobyszewski

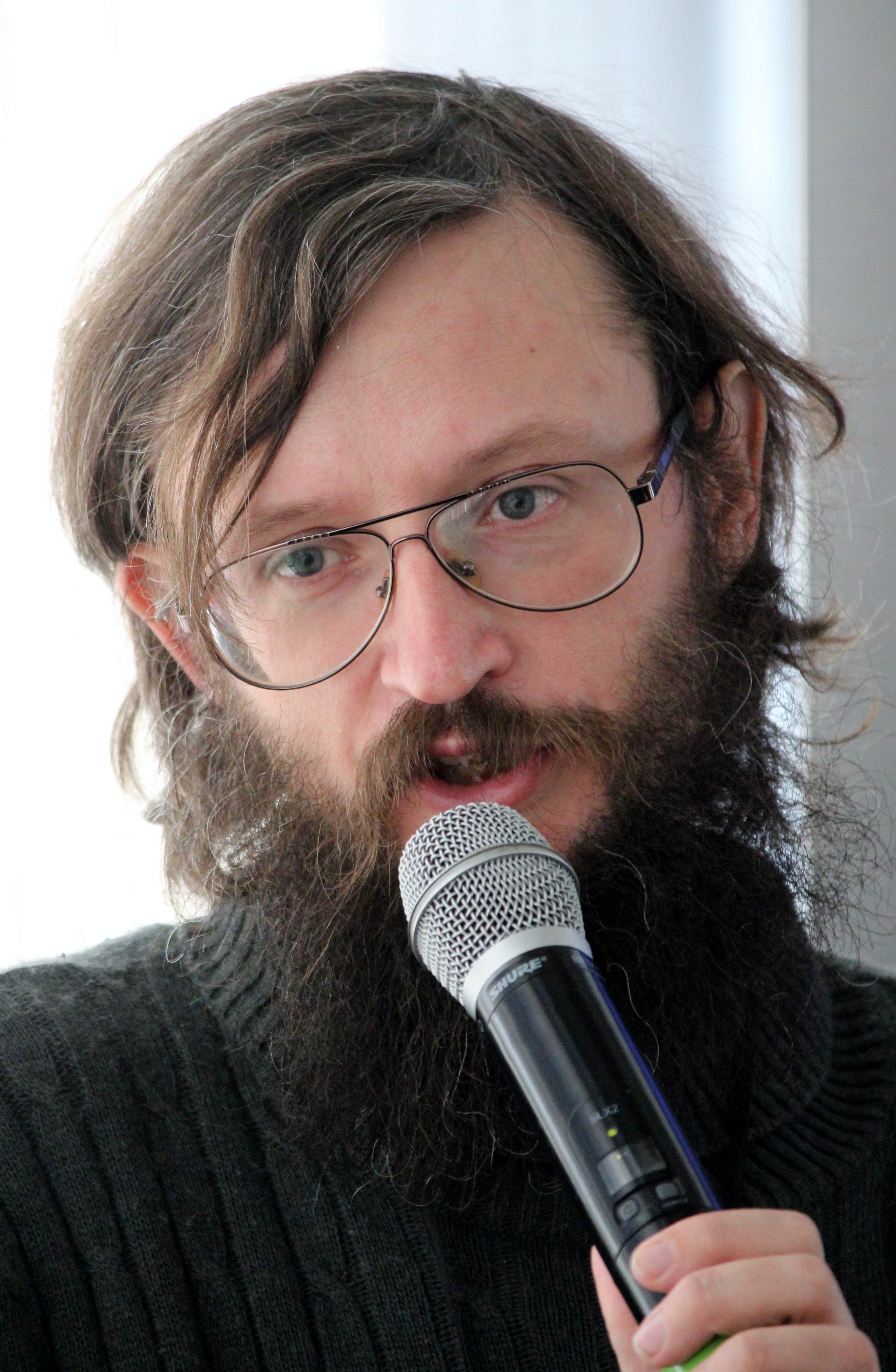

Stanisław Władimirowicz Drobyszewski (ros. Станисла́в Влади́мирович Дробыше́вский; ur. 2 lipca 1978 w Czycie) — rosyjski antropolog i popularyzator światopoglądu naukowego. Kandydat nauk biologicznych, docent katedry antropologii wydziału biologii Moskiewskiego Uniwersytetu Państwowego im. M.W. Łomonosowa. Redaktor naukowy portalu Антропогенез.ру

## Dzieła
- Достающее звено. Книга первая. Обезьяны и все-все-все, 2017.
- Достающее звено. Книга вторая. Люди, 2017.